# نيكلسون
نيكلسون (بالإنجليزية: Nicholson, Georgia)‏ هي مدينة تقع في مقاطعة جاكسون بولاية جورجيا في الولايات المتحدة. تبلغ مساحة هذه المدينة 7.6 (كم²)، وترتفع عن سطح البحر 256 م، بلغ عدد سكانها 1696 نسمة في عام 2010 حسب إحصاء مكتب تعداد الولايات المتحدة.

## وصلات خارجية
- Cities & Counties - Georgia.gov